# 國力

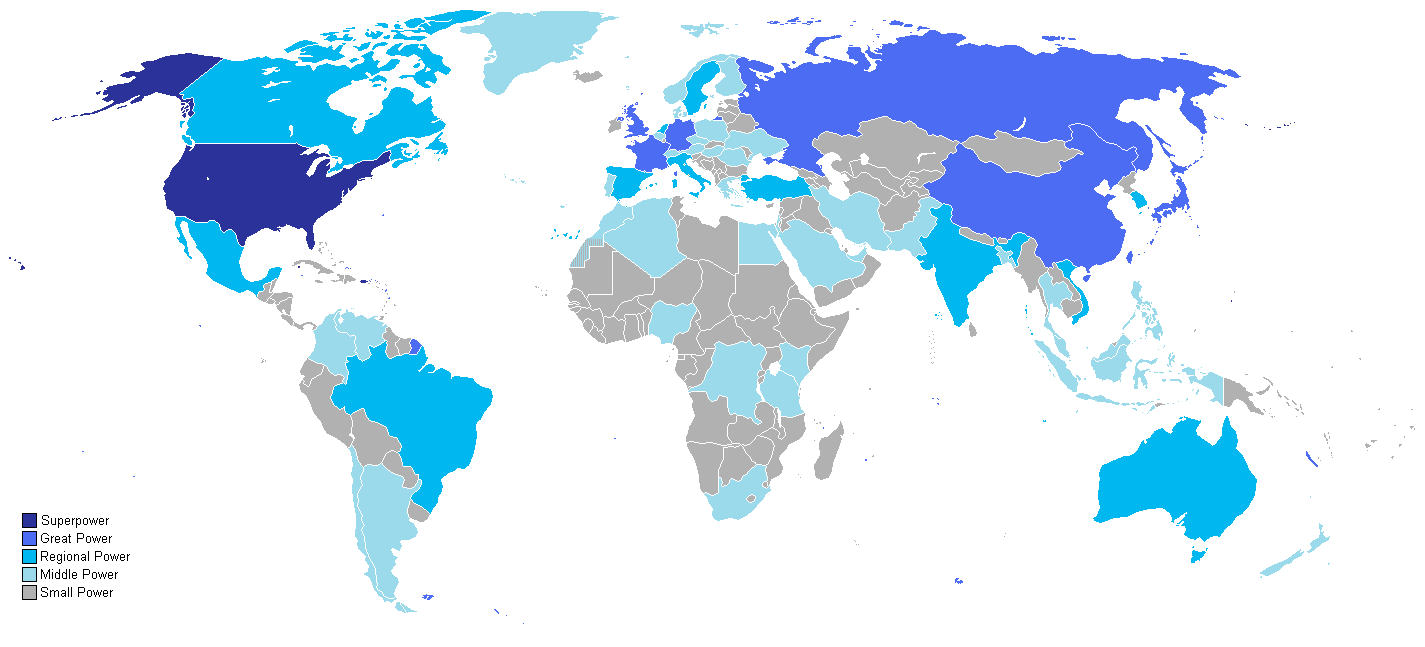
中等以上国力的国家，颜色越深代表国力越强

国力是指提供给一个国家在追求国家目标时的所有资源的总和。

## 国力的要素
国力有各种影响因素，也被称为工具（instruments）或属性（attributes）。这些因素根据其适用性和起源，可以分为两组——“国家层面”和“社会层面”。
- 国家层面：
  - 地理
  - 资源
  - 人口
- 社会层面：
  - 经济
  - 政治
  - 军事
  - 心理
  - 訊息

### 地理
对于一个国家获取国力的能力，国家的地理位置、氣候、地形地貌和大小等地理学方面的重要因素扮演了重要的角色。地理位置与一个国家的外交政策有重要的关系。外交政策和地理位置的关系导致产生地缘政治的规则。
水障碍的存在曾经为一些民族国家如大不列顛島、日本、美国提供了保护，并允许这些国家采用孤立主义政策。大面积的容易接近的岸的存在也允许这些国家建立强大的海军并通过和平手段或战争征服的手段扩张领土版图。相比之下，波兰与其身边的强大邻国没有地理障碍，因此波兰曾经失去了作为一个民族国家的独立地位，在瓜分波蘭中，波兰从1795年开始被瓜分给了普魯士王國、俄罗斯帝国和哈布斯堡君主國，直到1918年才重新获得独立。
气候影响了俄罗斯人农业的生产力，Climate affects the productivity of Russian agriculture as the majority of the nation is in latitudes well north of ideal latitudes for farming.相反，在苏德战争中，俄罗斯的领土面积允许它以空间换取时间的。